# Balanophyllia crassitheca
Balanophyllia crassitheca är en korallart som beskrevs av Stephen D. Cairns 1995. Balanophyllia crassitheca ingår i släktet Balanophyllia och familjen Dendrophylliidae. Inga underarter finns listade i Catalogue of Life.